# Elias Pfannenstill
Elias Pfannenstill (* 26. Dezember 1990 in Amstetten) ist ein ehemaliger österreichischer Skispringer.

## Werdegang
Pfannenstill, der für den WSV Eisenerz startet, begann seine internationale Karriere bei FIS-Springen im März 2006 auf seiner Heimatschanze in Eisenerz. Nach einem enttäuschenden 52. Platz startete Pfannenstill erst im September 2007 in Berchtesgaden erneut und verpasste jedoch die vorderen Ränge erneut. Nachdem er im Dezember auch in Seefeld in Tirol gescheitert war, gab er im Januar 2008 trotzdem sein Debüt im FIS Cup. Dabei erreichte er in beiden Springen auf seiner Heimatschanze die Punkteränge und lag mit den erreichten 19 Punkten am Ende auf dem 197. Platz der Gesamtwertung. Nachdem er im August und Oktober 2008 erneut vordere Platzierungen verpasst hatte, wechselte Pfannenstill in den Alpencup. In Seefeld erreichte er auf Anhieb Rang sechs.
Mitte Januar 2009 erreichte er mit dem dritten Rang in Lauscha sein erstes FIS Cup-Podium. Zwei Wochen später wollte er auf seiner Heimschanze an diesen Erfolg anknüpfen, verpasste aber als Vierter nur knapp einen erneuten Podestplatz. Zum Saisonende landete er nach einem fünften Platz in Ljubno auf gleicher Schanze erneut auf dem dritten Rang. Am Ende belegte er in der Gesamtwertung den zehnten Platz.
Bis 2011 pausierte Pfannenstill auf internationaler Ebene. Nachdem er im Juli und August weniger Erfolg im FIS Cup hatte, pausierte er international bis Januar 2012. Beim Austria-Cup startete er im Dezember 2011 und gewann beide Springen auf der Toni-Seelos-Olympiaschanze in Seefeld. Bei den Österreichischen Meisterschaften 2012 in Ramsau am Dachstein gewann er gemeinsam mit Florian Schabereiter, Wolfgang Loitzl und David Zauner den Titel im Teamwettbewerb. Ende Januar gab er sein Debüt im Skisprung-Continental-Cup, konnte aber bis zum Springen in Iron Mountain nicht in die Punkteränge springen. In Iron Mountain gewann er mit dem 25. Platz sechs Continental-Cup-Punkte, welches ihn am Ende der Saison den 117. Platz der Gesamtwertung einbrachte.
Nach einer weiteren längeren Pause, startete Pfannenstill ab Januar 2013 erneut im Continental Cup und konnte nach schlechten Ergebnissen in Zakopane in Bischofshofen überraschend auf den 11. Platz springen. In Planica gelang ihm mit dem zehnten Platz erstmals ein Platz unter den besten zehn. Nur gut eine Woche später sprang er als Fünfter in Iron Mountain nur knapp am Podium vorbei. Nach weiteren durchwachsenen Ergebnissen bis Saisonende belegte er am Ende den 34. Platz der Continental-Cup-Gesamtwertung.
Nach der Saison 2012/13 beendete Pfannenstill seine aktive Skispringerkarriere. Er lebt derzeit in Waidhofen an der Ybbs.

## Erfolge

### Continental-Cup-Platzierungen
| Saison  | Platz | Punkte |
| ------- | ----- | ------ |
| 2011/12 | 117.  | 006    |
| 2012/13 | 034.  | 209    |

### FIS-Cup-Platzierungen
| Saison  | Platz | Punkte |
| ------- | ----- | ------ |
| 2007/08 | 197.  | 019    |
| 2008/09 | 010.  | 236    |
| 2011/12 | 057.  | 101    |